# Conus tiaratus
Espèce
Statut de conservation UICN

 LC  : Préoccupation mineure
Conus tiaratus est une espèce de mollusques gastéropodes marins de la famille des Conidae.
Comme toutes les espèces du genre Conus, ces escargots sont prédateurs et venimeux. Ils sont capables de « piquer » les humains et doivent donc être manipulés avec précaution, voire pas du tout.

## Description
La taille de la coquille varie entre 15 mm et 39 mm.

## Distribution
Cette espèce est présente dans l'océan Pacifique, du sud du Mexique au Pérou ; au large des îles Galápagos.

### Niveau de risque d’extinction de l’espèce
Selon l'analyse de l'UICN réalisée en 2011 pour la définition du niveau de risque d'extinction, Cette espèce se trouve du golfe de Californie au sud jusqu'au nord du Pérou, y compris aux îles Galápagos, à Clipperton, à Cocos, à Rivellagigedo et à Malpelo. Cette espèce est largement distribuée, considérée comme commune, non surreprésentée et aucune menace majeure ne l'affecte. De plus, l'aire de répartition de cette espèce chevauche probablement les aires marines protégées. Elle est classée dans la catégorie préoccupation mineure.

## Taxonomie

### Publication originale
L'espèce Conus tiaratus a été décrite pour la première fois en 1833 par le naturaliste, illustrateur et conchyliologiste britannique William John Broderip dans « Proceedings of the Zoological Society of London »,.

### Synonymes
- Conus (Virroconus) tiaratus G. B. Sowerby I, 1833 · appellation alternative
- Conus roosevelti Bartsch & Rehder, 1939 · non accepté
- Miliariconus tiaratus (G. B. Sowerby I, 1833) · non accepté